# Terellia immaculata
Terellia immaculata är en tvåvingeart som först beskrevs av Macquart 1855.  Terellia immaculata ingår i släktet Terellia och familjen borrflugor. Inga underarter finns listade i Catalogue of Life.